# Caladenia corynephora
Caladenia corynephora är en orkidéart som beskrevs av Alexander Segger George. Caladenia corynephora ingår i släktet Caladenia och familjen orkidéer. Inga underarter finns listade i Catalogue of Life.